# Скуфос, Георгиос
Георгиос Скуфос (греч. Γεώργιος Σκούφος; 1803, Смирна Османская империя — 1873, Афины Греческое королевство) — греческий политик XIX века. Участник Греческой революции. Трижды был мэром греческой столицы в период 1857—1870 годов.

## Биография

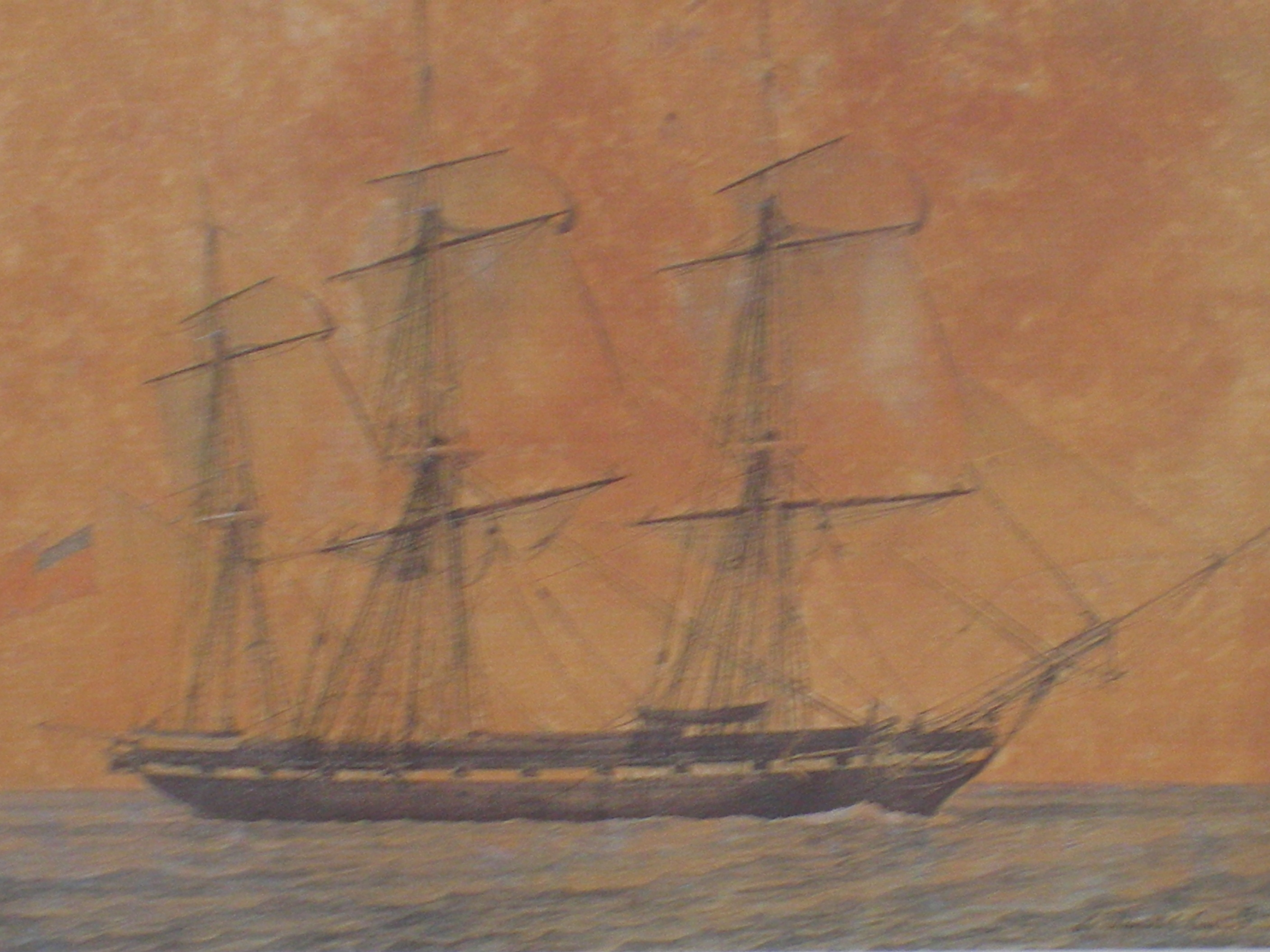
Художник Antoine Roux Парусный корвет «Фемистокл».

Георгиос Скуфос родился в Смирне в 1803 году.
С началом Греческой революции в 1821 году греческое население Смирны подверглось гонениям и резне. Георгиос Скуфос находившийся в тот период в Вене прервал свою учёбу и отправился в восставшую Грецию. За ним последовали его братья Спиридон Николаос и Павлос.
Историография отмечает его службу в качестве секретаря морского капитана и военачальника Эммануила Томбазиса. На борту парусного корвета Томбазиса «Фемистокла» Скуфос в июле 1825 года принял участие в экспедиции кораблей революционного греческого флота к египетской Александрии. Скуфос вёл Судовой журнал который сам по себе является источником историографии Греческой революции:Г-116.
После войны (1832 год) Скуфос был назначен директором королевской Почтовой службы и отмечен как один из первых её организаторов.
Скуфос был депутатом парламента и трижды стал мэром греческой столицы: c 4 декабря 1857 года по 13 ноября 1861 года, с 14 ноября 1861 года по 12 октября 1862 года, и с 22 апреля 1866 года по 21 апреля 1870 года. В годы его правления городом (1 сентября 1859 года) были открыты первые детские ясли Афин. был достроен Кафедральный собор и создана сеть водоснабжения города. 2 первых периода его службы мэром были связаны с королевским назначением. После изгнания короля Оттона Скуфос стал объектом политического преследования. Но после учреждения непосредственного избрания мэра гражданами города Скуфос был вновь избран в 1866 году.
Скуфос был награждён греческим Орденом Спасителя и орденами российского и баварского правительств.